# 8550 Hesiodos
8550 Hesiodos (1994 PV24) là một tiểu hành tinh nằm phía ngoài của vành đai chính.